# ژان ژاک ماچادو
ژان ژاک ماچادو (انگلیسی: Jean Jacques Machado؛ زادهٔ ۱۲ فوریهٔ ۱۹۶۸) یک جوجیتسوکار برزیلی است. او یکی از پنج برادر ماچادو (کارلوس، راجر، ریگان و جان) و از اعضای خانواده ماچادو است. ماچادو برادرزاده کارلوس گریسی، یکی از بنیانگذاران و استاد بزرگ جوجیتسو برزیلی، است و این هنر رزمی را از سنین پایین آموخته است.
ماچادو به خاطر مهارت‌های گراپلینگ خود شناخته می‌شود، زیرا در سال ۲۰۰۱ در مسابقات قهرمانی جهان کشتی تسلیمی ADCC در وزن خود و همچنین در بخش آزاد نایب قهرمان شده است. در نتیجه دستاوردهایش در این ورزش، او به عنوان بخشی از کلاس ۲۰۲۴ به تالار مشاهیر ADCC راه یافت.